# Encalypta cuspidata
Encalypta cuspidata là một loài rêu trong họ Encalyptaceae. Loài này được Bruch & Schimp. ex Müll. Hal. mô tả khoa học đầu tiên năm 1849.